# Lancia Artena
La Lancia Artena è un'automobile prodotta dalla casa torinese Lancia in due periodi, dal 1931 al 1936 e dal 1940 al 1942.

## Il contesto

Lancia Artena berlina I serie.

In Casa Lancia, agli inizi degli anni trenta, la gamma di autovetture si articola su due modelli: la gloriosa Lambda, in origine con motore da 2,1 litri e nelle ultime serie oltre i 2,5 litri, ha concluso il suo ciclo decennale e va quindi sostituita, e la Dilambda (uscita nel 1929) che col suo 8 cilindri a V di quasi 4 litri di cilindrata è ormai la vera ammiraglia.
Si pensa dunque di sostituire la Lambda con due modelli tra loro molto simili anche se destinati a clientele diverse: l'Artena, 4 cilindri al di sotto dei 2 litri, passo 299 cm, e l'Astura, con un 8 a V di soli 2,6 litri, con un passo circa 19 cm più lungo per ospitare il propulsore più ingombrante.

## La storia e le caratteristiche
L'Artena è la prima vettura ad abbandonare la denominazione legata all'alfabeto greco, e insieme alla sorella maggiore Astura e la minore Augusta inaugura la serie dei nomi di località, ricevendo quello di una città dei Volsci, nella città metropolitana di Roma,
Abbandonata la scocca portante tipica della Lambda (che aveva contribuito a farne un'auto innovativa), l'Artena, come l'Astura, ha un telaio basato su due sezioni verticali scatolate, un rinforzo a “X”, e longheroni leggermente convergenti anteriormente, due tubi tondi longitudinali che si dipartono da una traversa di rinforzo, si integrano poi con le estremità dei longheroni e fungono da supporto del motore.
Tale regressione al passato volle favorire la creazione di fuoriserie mediante i grandi carrozzieri, diversamente ben più ardua da attuare intervenendo sugli scatolati e i pianali di auto a scocca portante (che rimane appannaggio della sola Augusta).
Il motore tipo 84, a 4 cilindri a V stretto (17°) di 1924/1927 cmc, valvole in testa con aste e bilancieri, erogante 52/55 HP a 4000 giri deriva da quello Lambda, anche se con migliorie e affinamenti tecnici.
Curioso il sistema brevettato Lancia per smorzare le vibrazioni del motore e ottenere una dolcezza di funzionamento simile a quella dei propulsori a 6 cilindri: il motore è collegato da 4 silent-bloc a due piccole balestre ausiliarie (cosiddette molle a lame) poste ai suoi lati e poggianti sui due tubolari longitudinali facenti parte del telaio.
Misto il sistema di sospensione: anteriormente l'ormai classico brevetto Lancia a ruote indipendenti del 1921 (stavolta privo dei rinforzi obliqui, che sulla Lambda collegavano la cornice del radiatore con i cilindri di sospensione, non più necessari per via della maggiore rigidità conseguita col ritorno al telaio), al retrotreno c'è un normale ponte rigido con le balestre semiellittiche e ammortizzatori Siata a frizione.
Due caratteristiche, prese dalla Dilambda: l'impianto di raffreddamento (ad acqua) con parzializzazione a controllo termostatico (mediante lamelle orientabili sulla griglia del radiatore), e il sistema Bijur di lubrificazione centralizzata di vari organi mobili, comandato da apposita levetta a cruscotto, da azionare all'incirca ogni 100 o 150 km.
Piuttosto leggera (860 kg l'autotelaio, 1150 kg la berlina di serie), l'Artena raggiunge una velocità massima di circa 115 km/h ma passerà alla storia per la proverbiale robustezza (pare sia stata, se non la prima, una delle prime macchine al mondo a poter superare 100.000 chilometri senza necessità di revisioni).
Presentata per la prima volta al Salone di Parigi nell'ottobre del 1931, e messa in produzione dal 20 Dicembre di quell'anno, la Artena propone due carrozzerie entrambe su telaio nr. 228, passo 2990 mm:
- berlina a 4 luci e 4-5 posti
- berlina a 6 luci e 6-7 posti,

Come tante vetture dell'epoca è equipaggiabile con baule posteriore in tinta con la carrozzeria, da fissare alla bagagliera a ribalta, a cui si aggiunge la ruota di scorta. In alternativa può essere dotata di più ruote di scorta infilate su supporto cromato.
Dopo circa un anno la Artena riceve alcune modifiche di dettaglio (seconda serie) ma è ancora piuttosto squadrata nella carrozzeria, sempre disponibile nelle due varianti su medesimo tipo di telaio.
Nel 1933/1934, con la terza serie, l'autotelaio viene reso disponibile in due misure;
- passo lungo, sigla 228A, 3140 mm di cui vengono dotate le carrozzerie berlina a 6 luci
- passo corto, sigla 228C, 2990 mm, di cui vengono dotate le carrozzerie berlina a 4 luci

Le linee divengono meno spigolose, e soprattutto la calandra del radiatore è inclinata come pure il parabrezza (già previsto nel prototipo della 1ª serie), e i parafanghi anteriori molto più avvolgenti, in linea con lo stile streamline che si stava diffondendo anche oltre oceano. L'appeal delle nuove soluzioni estetiche spingono alcuni proprietari a far modificare le proprie 1ª e 2ª serie con la calandra e talvolta il parabrezza della 3ª serie.

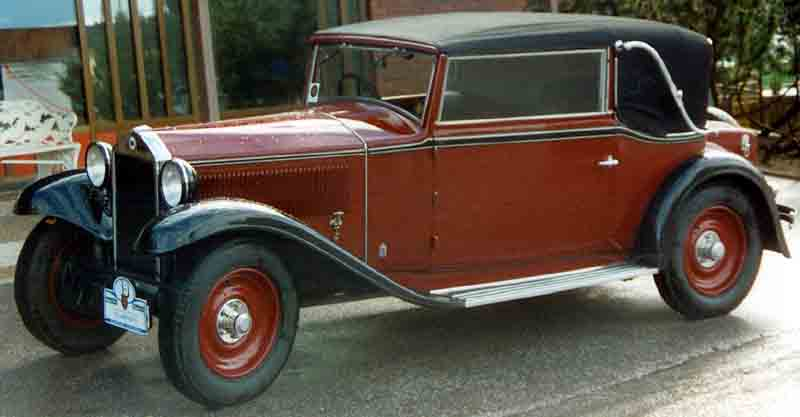
Lancia Artena cabriolet

Con tutte e tre le edizioni vengono prodotte le versioni torpedo lungo e corto e non mancheranno le fuoriserie di prestigio (per le quali tuttavia i carrozzieri privilegeranno di gran lunga la più prestigiosa Astura). Notevoli le cabriolet e sportsman coupé di Pininfarina, la versione Sedan della Carrozzeria James Young, la Brougham di Viotti, vari cabriolet Stabilimenti Farina, cabriolet e berline della carrozzeria Touring, tra cui modello "Freccia di Belzebù" del 1934, la berlina lunga della carrozzeria Boneschi (1935).
La produzione sembra cessare all'inizio del 1936, ma quattro anni dopo, quando ormai anche l'Italia sta per entrare in guerra, l'Artena ritorna sul mercato, con un'ultima quarta serie che risponde anzitutto a richieste governative di veicoli di rappresentanza per autorità e militari. Profondamente modificata nel telaio, ora del tipo a pianale, viene proposta in due versioni entrambe con passo 3.180: il modello Ministeriale, con sigla 341, e il modello con la carrozzeria d'ambulanza, con sigla 441, che monta un motore depotenziato (51 HP).

## Le prove su strada
A fine 1931, la rivista più autorevole dell'epoca, L'Auto Italiana, effettua una prova su strada, i cui riscontri numerici sono: velocità massima sul chilometro lanciato 114 chilometri orari, un chilometro con partenza da fermo in 46” (media 78,260 km/h) e uno spazio di soli 37 metri per arrestare la vettura lanciata a 80 chilometri all'ora.
Nel maggio del 1932, la celebre rivista inglese Autocar pubblica il resoconto di un test effettuato alla guida di una Artena prima serie berlina a 4 luci (il cui prezzo, in Gran Bretagna, è di 675 sterline). Interessanti alcuni risultati del test: la velocità massima cronometrata è di 70,86 miglia all'ora (114 km orari), l'accelerazione da 10 a 30 miglia all'ora (cioè da 16 a 48 km/h circa) si effettua in 6 secondi in seconda marcia, in 13 secondi in quarta marcia.

## La produzione
Complessivamente delle prime tre serie dell'Artena, dal 1931 al 1936, si costruiscono 5.060 esemplari (1.500 prima serie, 1.520 seconda serie e 2.040 terza serie, divise in 488 “passo corto” e 1.552 “passo lungo”). Della quarta e ultima serie, tra il 1940 e il 1942, se ne producono 316 ministeriali/militari e 189/191 ambulanze.

## L'Artena e l'EIAR
Nel 1937 l'Ente Italiano per le Audizioni Radiofoniche commissionò alla carrozzeria Viotti due avanzati laboratori mobili su Lancia Artena. Su ogni Artena, carrozzata a furgone di colore azzurro metallizzato, erano installate due macchine per l'incisione dei dischi in acetato di cellulosa, in grado di effettuare una registrazione continua mediante passaggio automatico da un disco all'altro, oltre a un amplificatore microfonico, un misuratore di livello e un amplificatore di potenza. I due laboratori furono impiegati per le radiocronache dall'EIAR e, successivamente, dalla RAI. Una di queste (la 44723 TO) fu la prima automobile in assoluto a sbarcare a Piazza San Marco a Venezia, nel 1937.

## L'Artena e le corse
Il carattere dell'Artena non era certo quello di una vettura sportiva, quindi le presenze di Artena in corse di velocità si possono contare sulle dita di una mano.
Questi i risultati conseguiti nell'immediato dopoguerra.
Nota: la abbreviazione "N.D." significa che il dato "Non è Disponibile"
| 1947   |      |                         |           |                                  |                 |                      |               |                |              | |
| Data   | Naz. | Nome della corsa        | Tipo gara | Risultato di classe              | Posiz. assoluta | Pilota o equipaggio  | Percorso (km) | Tempo ottenuto | Media (km/h) | Note |
| 11-mag | I    | Fontivegge-Perugia      | salita    | 2ª Classe Oltre 1500 Turismo     | N.D.            | Bacelli              | 3,500         | 4'36”          | 45,652       | --- |
| 1948   |      |                         |           |                                  |                 |                      |               |                |              | |
| Data   | Naz. | Nome della corsa        | Tipo gara | Risultato di classe              | Posiz. assoluta | Pilota o equipaggio  | Percorso (km) | Tempo ottenuto | Media (km/h) | Note |
| 22-ago | I    | Messina-Colle San Rizzo | salita    | 1° di Gruppo                     | N.D.            | Pietroburgo Giuseppe | 8,500         | 10'14”         | 49,837       | Corsa per il Volante d'Argento, riservata alle vetture Turismo: l'Artena di Pietroburgo è 1° nel “gruppo misto” (vetture nazionali diverse)                                               |
| 1949   |      |                         |           |                                  |                 |                      |               |                |              | |
| Data   | Naz. | Nome della corsa        | Tipo gara | Risultato di classe              | Posiz. assoluta | Pilota o equipaggio  | Percorso (km) | Tempo ottenuto | Media (km/h) | Note |
| 18-set | I    | Rieti-Terminillo        | salita    | ---                              | N.D.            | Cifarri              | 20,000        | 20'23”         | 58,871       | Corsa per il Volante d'Argento, riservata alle vetture Turismo; Cifarri, che è primo del “gruppo misto”, segna un tempo non disprezzabile, migliore di quelli realizzati dalle Fiat 1500. |
| 1953   |      |                         |           |                                  |                 |                      |               |                |              | |
| Data   | Naz. | Nome della corsa        | Tipo gara | Risultato di classe              | Posiz. assoluta | Pilota od equipaggio | Percorso (km) | Tempo ottenuto | Media (km/h) | Note |
| 19-apr | I    | Marina Piccola-Anacapri | salita    | 4ª Classe 1101-2000 Gran Turismo | 6° ass.         | Stajano              | 3,800         | 5'02” 5/10     | 45,223       | Il tempo di Stajano era in linea con quelli spiccati dalle moderne Fiat 1400 e appena il 15% in più di quello dell'Alfa Romeo 1900 del vincitore assoluto, Bubbi Leonetti.                |

## Le diverse serie

### Prima serie
Periodo di produzione: dall'autunno del 1931 all'estate del 1932
L'Artena viene ufficialmente presentata in prima mondiale al Salone di Parigi dell'ottobre 1931.
La produzione ha subito inizio e i primi 1.500 esemplari della prima serie vengono ultimati nell'estate dell'anno successivo, allorché esce, in sordina, la seconda serie
| Caratteristiche tecniche Lancia Artena prima serie | Caratteristiche tecniche Lancia Artena prima serie |
| -------------------------------------------------- | --- |
| Modelli                                            | tipo 228, autotelaio tipo 228, vettura berlina |
| Numerazione progressiva                            | da 1 a 1500 |
| Numerazione del telaio                             | da 28-1001 a 28-2500 |
| Motore                                             | tipo 84: anteriore, longitudinale, monoblocco; testa (riportata) in ghisa (del tipo a flussi incrociati, con l'aspirazione da un lato e lo scarico dall'altro); albero a gomiti su 3 supporti; bielle in acciaio speciale (stampate) con cuscinetto antifrizione colato direttamente nella testa di biella; pistoni in lega d'alluminio; cilindri e basamento fusi assieme, in ghisa speciale. Il motore non è fissato direttamente al telaio, ma tramite due piccole balestre ausiliarie aventi lo scopo di smorzare le vibrazioni |
| Numero e posizione cilindri                        | 4 a V (17°) |
| Cilindrata                                         | cmc 1926,76 (alesaggio mm 82,55 – corsa mm 90,00) |
| Distribuzione                                      | valvole in testa, verticali comandate da bilancieri a pattino; albero a camme in testa, centrale, comandato da una catena “silenziosa” a rulli, a doppia flessione (un pignone esterno, a perno oscillante, la rende sempre tesa) |
| Rapporto di compressione                           | 5,35: 1 |
| Potenza max                                        | 55 HP a 4000 giri/minuto |
| Lubrificazione                                     | forzata, con pompa a ingranaggi e filtro autopulente a lamelle (gli elementi filtranti si puliscono automaticamente a ogni messa in moto); coppa dell'olio in alluminio; capacità del circuito (coppa motore) litri 5,50 |
| Raffreddamento                                     | ad acqua, a circolazione forzata con pompa: persiana regolatrice della temperatura comandata da termostato; capacità circuito (radiatore e motore) litri 17,50; il raffreddamento del motore è assicurato anche da un ventilatore ausiliario, comandato da cinghia |
| Accensione                                         | a spinterogeno Bosch (anticipo 10°, anticipo automatico 30°); ordine d'accensione: 2-1-3-4; candele Bosch tipo M 145/1 |
| Alimentazione                                      | con pompa elettrica “Autopulse” (pompa “a polmone”); carburatore Zenith 36 VI invertito, monocorpo, con pompetta d'accelerazione |
| Impianto elettrico                                 | a 12 volt, batteria da 48 Ah, dinamo Bosch |
| Trasmissione                                       | trazione sulle ruote posteriori; albero di trasmissione in due parti, con supporto centrale (il giunto anteriore è del tipo flessibile Hardy-Spicer, il giunto mediano e quello posteriore sono a cardano, a rulli); l'estremità posteriore dell'albero di trasmissione è scorrevole nel pignone del gruppo conico del differenziale. |
| Frizione                                           | monodisco a secco |
| Cambio                                             | cambio in blocco col motore, a 4 rapporti + retromarcia (III e IV sempre in presa, e “silenziose”) rapporti: I=3,485:1; II=2,185:1; III=1,422:1; IV=1:1; RM=4,870:1; comando cambio a leva centrale. |
| Rapporto al ponte                                  | rapporto finale di riduzione, con coppia ipoide: 10/47 (4,70:1) |
| Scocca                                             | telaio con struttura di base in due sezioni verticali scatolate, un rinforzo a “X”, e longheroni leggermente convergenti anteriormente: due tubi tondi longitudinali, che si dipartono da una traversa di rinforzo, si integrano poi con le estremità dei longheroni |
| Sospensioni ant.                                   | a ruote indipendenti del tipo a cannocchiale (sistema Lancia) con ammortizzatori idraulici telescopici |
| Sospensioni post.                                  | ad assale rigido, con balestre longitudinali e ammortizzatori meccanici a frizione (Siata) |
| Impianto frenante                                  | freno meccanico a pedale agente sulle 4 ruote, con ganasce a espansione (corsa del pedale regolabile piuttosto agevolmente); freno a mano agente sui tamburi delle ruote posteriori |
| Sterzo                                             | a vite senza fine e ruota elicoidale; guida a destra; diametro di sterzata 10,20 m |
| Ruote                                              | a disco in lamiera stampata (a raggi Rudge Whitwort su richiesta) |
| Pneumatici                                         | misure 14×45; pressioni gonfiaggio kg/cm2 2,75 sia anteriormente sia posteriormente |
| Passo                                              | cm 299,0 |
| Altezza minima da terra                            | cm 19,5 |
| Carreggiate anter-poster                           | cm 137,4 - cm 139,6 |
| Lunghezza × larghezza                              | autotelaio: cm 432,0 × cm 163,2 |
| Carrozzeria                                        | oltre all'autotelaio, sono disponibili (fornite direttamente dalla casa) due versioni di berlina, la “4 luci” (con due finestrini laterali) a 4-5 posti e la “6 luci” (con tre finestrini laterali, di cui due normali e uno più piccolo) a 6-7 posti |
| Peso a vuoto                                       | autotelaio 860 kg; vettura (carrozzata berlina 4 luci) 1150 kg |
| Serbatoio carburante                               | posteriore; capacità 60 litri |
| Velocità massima                                   | 115 km/h; velocità massime (km/h) nelle varie marce: I=33, II=53, III=80 |
| Pendenza massima superabile                        | in prima marcia, tra il 23% e il 24% |
| Consumo                                            | medio, compreso tra 13 e 14 litri ogni 100 km |
| Tassa di circolazione                              | potenza fiscale in Italia 19 CV; bollo di circolazione (nel 1936) 600 lire annue |
| Prezzo in Italia                                   | nel 1932: telaio 24.500 lire; berlina 4 luci (4-5 posti) 31.000 lire; berlina 6 luci (6-7 posti) 33.000 lire |

### Seconda serie
Periodo di produzione: dall'estate del 1932 all'autunno del 1933
La seconda serie dell'Artena incomincia dall'estate del 1932, dopo che sono stati costruiti 1.500 esemplari della prima serie.
Poche le variazioni che contraddistinguono questa serie e che riguardano dettagli del telaio (tra cui l'applicazione di silentbloc alle balestre) e dei freni; vengono anche modificati gli attacchi della carrozzeria al telaio.
Questa Artena viene costruita in 15.20 esemplari e sarà sostituita nella seconda metà del '33 da una nuova serie, la terza, caratterizzata da differenze più significative.
| Caratteristiche tecniche Lancia Artena seconda serie | Caratteristiche tecniche Lancia Artena seconda serie |
| ---------------------------------------------------- | --- |
| Modelli                                              | tipo 228, autotelaio tipo 228, vettura berlina |
| Numerazione progressiva                              | da 1 a 1520 |
| Numerazione del telaio                               | da 28-2501 a 28-4020 |
| Unità prodotte                                       | 1520 |
| Motore                                               | tipo 84; anteriore, longitudinale, monoblocco; testa (riportata) in ghisa (del tipo a flussi incrociati, con l'aspirazione da un lato e lo scarico dall'altro); albero a gomiti su 3 supporti; bielle in acciaio speciale (stampate) con cuscinetto antifrizione colato direttamente nella testa di biella; pistoni in lega d'alluminio; cilindri e basamento fusi assieme, in ghisa speciale. Il motore non è fissato direttamente al telaio, ma tramite due piccole balestre ausiliarie aventi lo scopo di smorzare le vibrazioni |
| Numero e posizione cilindri                          | 4 a V (17°) |
| Cilindrata                                           | cmc 1926,76 (alesaggio mm 82,55 – corsa mm 90,00) |
| Distribuzione                                        | valvole in testa, verticali comandate da bilancieri a pattino; albero a camme in testa, centrale, comandato da una catena “silenziosa” a rulli, a doppia flessione (un pignone esterno, a perno oscillante, la rende sempre tesa) |

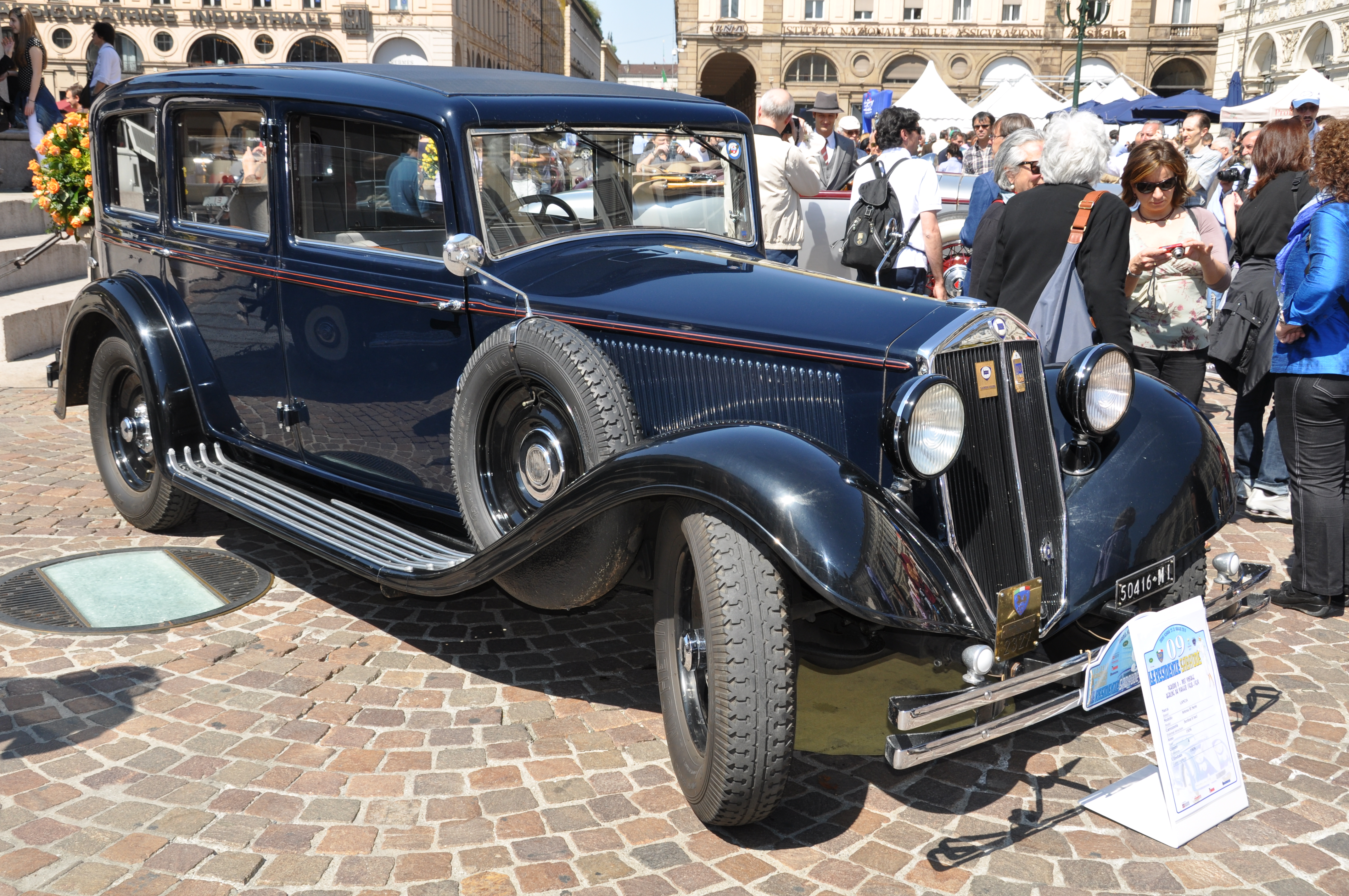
Lancia Artena III Serie

| Rapporto di compressione                             | 5,35: 1 |
| Potenza max                                          | 55 HP a 4000 giri/minuto |
| Lubrificazione                                       | forzata, con pompa a ingranaggi e filtro autopulente a lamelle (gli elementi filtranti si puliscono automaticamente a ogni messa in moto); coppa dell'olio in alluminio; capacità del circuito (coppa motore) 5,50 litri |
| Raffreddamento                                       | ad acqua, a circolazione forzata con pompa: persiana regolatrice della temperatura comandata da termostato; capacità circuito (radiatore e motore) 17,50 litri; il raffreddamento del motore è assicurato anche da un ventilatore ausiliario, comandato da cinghia |
| Accensione                                           | a spinterogeno Bosch (anticipo 10°, anticipo automatico 30°); ordine d'accensione: 2-1-3-4; candele Bosch tipo M 145/1 |
| Alimentazione                                        | con pompa elettrica “Autopulse” (pompa “a polmone”); carburatore Zenith 36 VI invertito, monocorpo, con pompetta d'accelerazione |
| Impianto elettrico                                   | a 12 volt, batteria da 48 Ah, dinamo Bosch |
| Trasmissione                                         | trazione sulle ruote posteriori; albero di trasmissione in due parti, con supporto centrale (il giunto anteriore è del tipo flessibile Hardy-Spicer, il giunto mediano e quello posteriore sono a cardano, a rulli); l'estremità posteriore dell'albero di trasmissione è scorrevole nel pignone del gruppo conico del differenziale. |
| Frizione                                             | monodisco a secco |
| Cambio                                               | cambio in blocco col motore, a 4 rapporti + retromarcia (III e IV sempre in presa, e “silenziose”) rapporti: I=3,485:1; II=2,185:1; III=1,422:1; IV=1:1; RM=4,870:1; comando cambio a leva centrale. |
| Rapporto al ponte                                    | rapporto finale di riduzione, con coppia ipoide: 10/47 (4,70:1) |
| Scocca                                               | telaio con struttura di base in due sezioni verticali scatolate, un rinforzo a “X”, e longheroni leggermente convergenti anteriormente: due tubi tondi longitudinali, che si dipartono da una traversa di rinforzo, si integrano poi con le estremità dei longheroni |
| Sospensioni ant.                                     | a ruote indipendenti del tipo a cannocchiale (sistema Lancia) con ammortizzatori idraulici telescopici |
| Sospensioni post.                                    | ad assale rigido, con balestre longitudinali (attacchi muniti di silentbloc) e ammortizzatori meccanici a frizione (Siata) |
| Impianto frenante                                    | freno meccanico a pedale agente sulle 4 ruote, con ganasce a espansione (corsa del pedale regolabile piuttosto agevolmente); freno a mano agente sui tamburi delle ruote posteriori |
| Sterzo                                               | a vite senza fine e ruota elicoidale; guida a destra; diametro di sterzata 10,20 m |
| Ruote                                                | a disco in lamiera stampata (a raggi Rudge Whitwort su richiesta) |
| Pneumatici                                           | misure 14×45; pressioni gonfiaggio kg/cm2 2,75 sia anteriormente sia posteriormente |
| Passo                                                | cm 299,0 |
| Altezza minima da terra                              | cm 19,5 |
| Carreggiate anter-poster                             | cm 137,4 - cm 139,6 |
| Lunghezza × larghezza                                | autotelaio: cm 432,0 × cm 163,2 |
| Carrozzeria                                          | oltre all'autotelaio, sono disponibili (fornite direttamente dalla casa) due versioni di berlina, la “4 luci” (con due finestrini laterali) a 4-5 posti e la “6 luci” (con tre finestrini laterali, di cui due normali e uno più piccolo) a 6-7 posti |
| Peso a vuoto                                         | autotelaio 860 kg; vettura (carrozzata berlina 4 luci) 1150 kg |
| Serbatoio carburante                                 | posteriore; capacità 60 litri |
| Velocità massima                                     | 115 km/h; velocità massime (km/h) nelle varie marce: I=33, II=53, III=80 |
| Pendenza massima superabile                          | in prima marcia, tra il 23% e il 24% |
| Consumo                                              | medio, compreso tra 13 e 14 litri ogni 100 km |
| Tassa di circolazione                                | potenza fiscale in Italia 19CV; bollo di circolazione (nel 1936) 600 lire annue |
| Prezzo in Italia                                     | nel 1933: telaio 24.500 lire; berlina 4 luci (4-5 posti) 31.000 lire; berlina 6 luci (6-7 posti) 33.000 lire |

### Terza serie
Periodo di produzione: dall'autunno del 1933 agli inizi del 1936
Nell'autunno del 1933, nasce la terza serie Artena. La “novità” più saliente consiste nel fatto che l'autotelaio viene ora offerto in due versioni, passo normale (tipo 228 A) e corto (228 C). Le altre caratteristiche tecniche della vettura sono praticamente identiche a quelle delle due serie che l'hanno preceduta.
| Caratteristiche tecniche Lancia Artena terza serie | Caratteristiche tecniche Lancia Artena terza serie |
| -------------------------------------------------- | --- |
| Modelli                                            | tipo 228 A, autotelaio e berlina, passo lungo tipo 228 C, autotelaio e berlina passo corto |
| Numerazioni progressive                            | per la 228 A da 3021 a 3500 e da 4001 a 5072: per la 228 C, da 3501 a 3988 |
| Numerazioni dei telai                              | per la 228 A 28-4501 a 28-4980 e da 28-5001 a 28-6072; per la 228 C 28-7001 a 28-7488 |
| Unità prodotte                                     | 2040 complessive, di cui 1552 del tipo 228 A e 488 del tipo 228 C |
| Motore                                             | tipo 84; anteriore, longitudinale, monoblocco; testa (riportata) in ghisa (del tipo a flussi incrociati, con l'aspirazione da un lato e lo scarico dall'altro); albero a gomiti su 3 supporti; bielle in acciaio speciale (stampate) con cuscinetto antifrizione colato direttamente nella testa di biella; pistoni in lega d'alluminio; cilindri e basamento fusi assieme, in ghisa speciale. Il motore non è fissato direttamente al telaio, ma tramite due piccole balestre ausiliarie aventi lo scopo di smorzare le vibrazioni |
| Numero e posizione cilindri                        | 4 a V (17°) |
| Cilindrata                                         | cmc 1926,76 (alesaggio mm 82,55 – corsa mm 90,00) |
| Distribuzione                                      | valvole in testa, verticali comandate da bilancieri a pattino; albero a camme in testa, centrale, comandato da una catena “silenziosa” a rulli, a doppia flessione (un pignone esterno, a perno oscillante, la rende sempre tesa) |
| Rapporto di compressione                           | 5,35: 1 |
| Potenza max                                        | 55 HP a 4000 giri/minuto |
| Lubrificazione                                     | forzata, con pompa a ingranaggi e filtro autopulente a lamelle (gli elementi filtranti si puliscono automaticamente a ogni messa in moto); coppa dell'olio in alluminio; capacità del circuito (coppa motore) 5,50 litri |
| Raffreddamento                                     | ad acqua, a circolazione forzata con pompa: persiana regolatrice della temperatura comandata da termostato; capacità circuito (radiatore e motore) 14,50 litri; il raffreddamento del motore è assicurato anche da un ventilatore ausiliario, comandato da cinghia |
| Accensione                                         | a spinterogeno Bosch (anticipo 10°, anticipo automatico 30°); ordine d'accensione: 2-1-3-4; candele Bosch tipo M 145/1 |
| Alimentazione                                      | con pompa elettrica “Autopulse” (pompa “a polmone”); carburatore Zenith 36 VI invertito, monocorpo, con pompetta d'accelerazione |
| Impianto elettrico                                 | a 12 volt, batteria da 48 Ah, dinamo Bosch |
| Trasmissione                                       | trazione sulle ruote posteriori; albero di trasmissione in due parti, con supporto centrale (il giunto anteriore è del tipo flessibile Hardy-Spicer, il giunto mediano e quello posteriore sono a cardano, a rulli); l'estremità posteriore dell'albero di trasmissione è scorrevole nel pignone del gruppo conico del differenziale. |
| Frizione                                           | monodisco a secco |
| Cambio                                             | cambio in blocco col motore, a 4 rapporti + retromarcia (III e IV sempre in presa, e “silenziose”) rapporti: I=3,485:1; II=2,185:1; III=1,422:1; IV=1:1; RM=4,870:1; comando cambio a leva centrale. |
| Rapporto al ponte                                  | rapporto finale di riduzione, con coppia ipoide: 10/47 (4,70:1) |
| Scocca                                             | telaio con struttura di base in due sezioni verticali scatolate, un rinforzo a “X”, e longheroni leggermente convergenti anteriormente: due tubi tondi longitudinali, che si dipartono da una traversa di rinforzo, si integrano poi con le estremità dei longheroni |
| Sospensioni ant.                                   | a ruote indipendenti del tipo a cannocchiale (sistema Lancia) con ammortizzatori idraulici telescopici |
| Sospensioni post.                                  | ad assale rigido, con balestre longitudinali (attacchi montati su silentbloc) e ammortizzatori meccanici a frizione (Siata) |
| Impianto frenante                                  | freno meccanico a pedale agente sulle 4 ruote, con ganasce a espansione (corsa del pedale regolabile piuttosto agevolmente); freno a mano agente sui tamburi delle ruote posteriori |
| Sterzo                                             | a vite senza fine e ruota elicoidale; guida a destra |
| Ruote                                              | a disco in lamiera stampata (a raggi Rudge Whitwort su richiesta) |
| Pneumatici                                         | misure 14×45; pressioni gonfiaggio kg/cm2 2,75 sia anteriormente sia posteriormente |
| Passo                                              | cm 314,0 (tipo 228 A) e cm 295,0 (tipo 228 C) |
| Carreggiate anter-poster                           | cm 140,0 - cm 140,0 |
| Lunghezza × larghezza                              | autotelaio: cm 460,0 × cm 168 (228 A) e cm 437,0 × cm 168,0 (228 C) |
| Peso a vuoto                                       | autotelaio 890 kg (228 A) e 860 kg (228 C) |
| Serbatoio carburante                               | posteriore; capacità 60 litri |
| Velocità massima                                   | 115 km/h; velocità massime (km/h) nelle varie marce: I=33, II=53, III=80 |
| Pendenza massima superabile                        | in prima marcia, tra il 23% e il 24% |
| Consumo                                            | medio, compreso tra 13 e 14 litri ogni 100 km |
| Tassa di circolazione                              | potenza fiscale in Italia 19 CV; bollo di circolazione (nel 1936) 600 lire annue |
| Prezzo in Italia                                   | nel 1936: autotelaio, sia lungo (228A) sia corto (228C), 24.600 lire (optionals: a) sesta ruota (a disco) 56 lire; b) ruote Rudge-Whitworth 875 lire; c) sesta ruota (Rudge) 190 lire; d) portaruote combinato con portabagaglio ribaltabile 300 lire) berlina 6 luci 34.650 lire (optionals: a) tappezzeria in pelle 1.800 lire (900 lire se limitata ai soli posti anteriori) - b) parete divisoria interna abitacolo 1.200 lire - c) baule e relative valigie 750 lire)                                                          |

### Quarta serie
Periodo di produzione: dal 1940 al 1942
La produzione dell'Artena sembra essere cessata all'inizio del 1936, ma così non sarà: quattro anni dopo, quando ormai anche l'Italia sta per entrare in guerra, l'Artena resuscita, con un'ultima quarta serie dal destino un po' triste: profondamente modificata nel telaio, ora del tipo a pianale (e con freni idraulici anziché meccanici), monta un motore depotenziato (51 HP) ed è destinata a carrozzerie ministeriali (versione berlina della Pininfarina) o per usi militari (telaio mod. 341) oppure a furgoni e ambulanze (telaio mod. 441), queste ultime realizzate per gli enti civili dalla Viberti. Se ne produrranno un mezzo migliaio in tutto, nel triennio 1940/1942
| Caratteristiche tecniche Lancia Artena quarta serie | Caratteristiche tecniche Lancia Artena quarta serie |
| --------------------------------------------------- | --- |
| Modelli                                             | tipo 341, autotelaio per berline ministeriali e/o militari tipo 441, autotelaio per furgoni e ambulanze |
| Numerazioni progressive                             | per la "341" da 1001 a 1316, per la "441" da 1001 a 1191 |
| Numerazioni dei telai                               | per la "341" da 341-1001 a 341-1316; per la "441" da 441-1001 a 441-1191 |
| Unità prodotte                                      | 507 complessive, di cui 316 del "tipo 341" e 191 del "tipo 441" |
| Motore                                              | tipo 84A; anteriore, longitudinale, monoblocco; testa (riportata) in ghisa (del tipo a flussi incrociati, con l'aspirazione da un lato e lo scarico dall'altro); albero a gomiti su 3 supporti; bielle in acciaio speciale (stampate) con cuscinetto antifrizione colato direttamente nella testa di biella; pistoni in lega d'alluminio; cilindri e basamento fusi assieme, in ghisa speciale. Il motore non è fissato direttamente al telaio, ma tramite due piccole balestre ausiliarie aventi lo scopo di smorzare le vibrazioni |
| Numero e posizione cilindri                         | 4 a V (17°) |
| Cilindrata                                          | cmc 1926,76 (alesaggio mm 82,55 – corsa mm 90,00) |
| Distribuzione                                       | valvole in testa, verticali comandate da bilancieri a pattino; albero a camme in testa, centrale, comandato da una catena “silenziosa” a rulli, a doppia flessione (un pignone esterno, a perno oscillante, la rende sempre tesa) |
| Rapporto di compressione                            | 5,35: 1 |
| Potenza max                                         | 51 HP a 3800 giri/minuto |
| Lubrificazione                                      | forzata, con pompa a ingranaggi e filtro autopulente a lamelle (gli elementi filtranti si puliscono automaticamente a ogni messa in moto); coppa dell'olio in alluminio; capacità del circuito (coppa motore) litri 5,50 |
| Raffreddamento                                      | ad acqua, a circolazione forzata con pompa: persiana regolatrice della temperatura comandata da termostato; capacità circuito (radiatore e motore) litri 14,50; il raffreddamento del motore è assicurato anche da un ventilatore ausiliario, comandato da cinghia |
| Accensione                                          | a spinterogeno Bosch (anticipo 10°, anticipo automatico 30°); ordine d'accensione: 2-1-3-4; candele Bosch tipo M 145/1 |
| Alimentazione                                       | con pompa elettrica “Autopulse” (pompa “a polmone”); carburatore Zenith 36 VIF invertito, monocorpo, con pompetta d'accelerazione |
| Impianto elettrico                                  | a 12 Volt, batteria da 48 Ah, dinamo Bosch |
| Trasmissione                                        | trazione sulle ruote posteriori; albero di trasmissione in due parti, con supporto centrale (il giunto anteriore è del tipo flessibile Hardy-Spicer, il giunto mediano e quello posteriore sono a cardano, a rulli); l'estremità posteriore dell'albero di trasmissione è scorrevole nel pignone del gruppo conico del differenziale. |
| Frizione                                            | monodisco a secco |
| Cambio                                              | cambio in blocco col motore, a 4 rapporti + retromarcia (III e IV sempre in presa, e “silenziose”) rapporti: I=3,485:1; II=2,185:1; III=1,422:1; IV=1:1; RM=4,870:1; comando cambio a leva centrale. |
| Rapporto al ponte                                   | rapporto finale di riduzione, con coppia ipoide: 9/47 (5,222:1) nel tipo “341” e 8/47 (5,875:1) nel tipo “441” |
| Scocca                                              | telaio a piattaforma in acciaio |
| Sospensioni ant.                                    | a ruote indipendenti del tipo a cannocchiale (sistema Lancia) con ammortizzatori idraulici telescopici |
| Sospensioni post.                                   | ad assale rigido, con balestre longitudinali (attacchi montati su silentbloc) e ammortizzatori meccanici a frizione (Siata) |
| Impianto frenante                                   | freno idraulico a pedale agente sulle 4 ruote, con ganasce a espansione; freno a mano agente sui tamburi delle ruote posteriori |
| Sterzo                                              | a vite senza fine e ruota elicoidale; guida a destra |
| Ruote                                               | a disco in lamiera stampata |
| Pneumatici                                          | misure 15×45 |
| Passo                                               | cm 318,0 |
| Carreggiate anter-poster                            | cm 140,0 -cm 142,0 |
| Lunghezza × larghezza                               | autotelaio: cm 496 × cm 173 (mod. ”341”) e cm 497,0 × cm 190,0 (mod. ”441”) |
| Peso a vuoto                                        | autotelaio Kg 990 |
| Serbatoio carburante                                | posteriore; capacità litri 60 |
| Velocità massima                                    | modello” 341” vel. massima 105 km/h; velocità massime (km/h) nelle varie marce: I=30, II=48, III=74:- modello” 441” vel. massima 95 km/h; velocità massime (km/h) nelle varie marce:I=27, II=43, III=67. |
| Consumo                                             | medio, compreso tra 14 e 15 litri ogni 100 km |
| Tassa di circolazione                               | potenza fiscale in Italia CV 19; bollo di circolazione (nel 1936) Lire 600 annue |

#### Le versioni militari

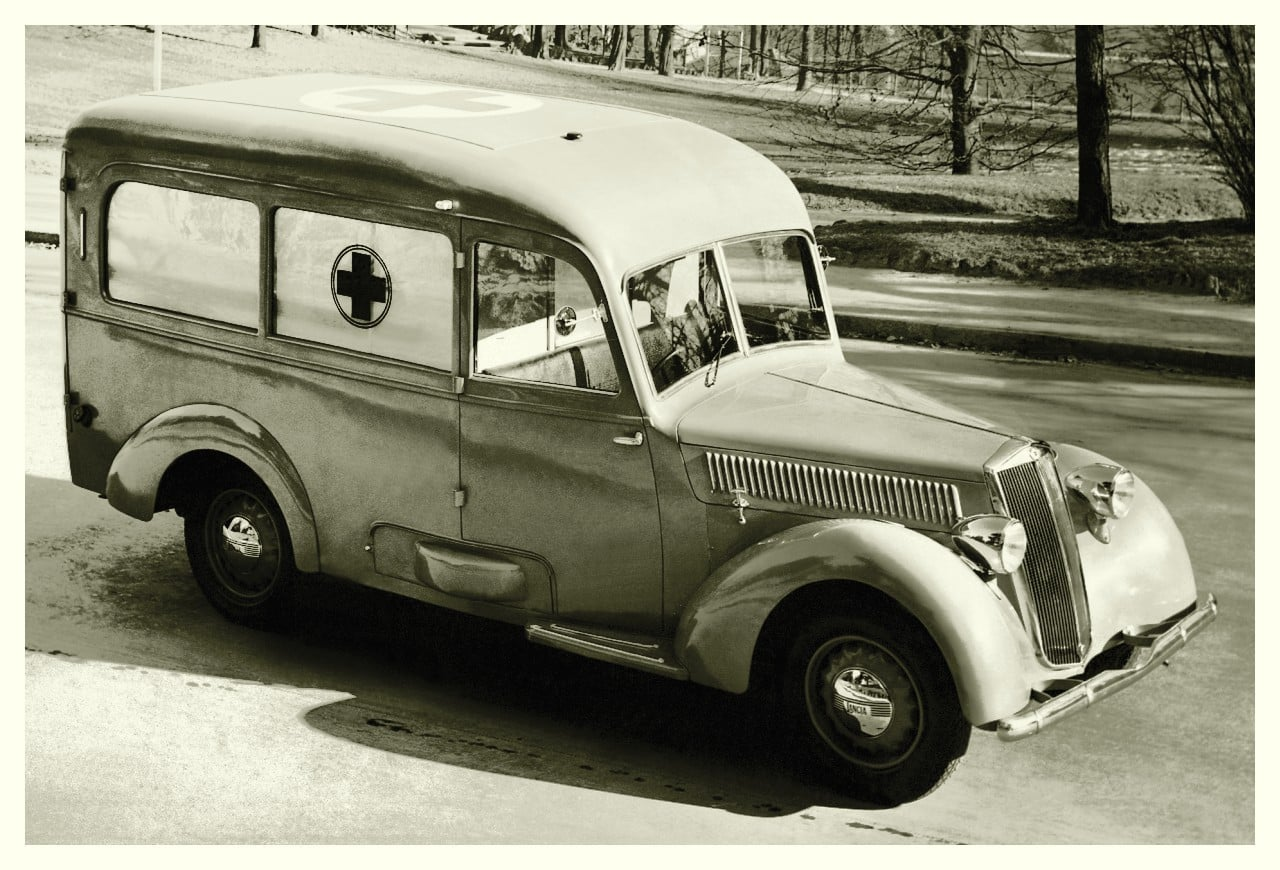
Lancia Artena ambulanza

Il Regno d'Italia entrò nella seconda guerra mondiale con una grave carenza di mezzi motorizzati in tutti i settori. Anche alla Lancia venne chiesto di partecipare allo sforzo bellico, rimettendo in produzione la Artena in una IV serie dal telaio irrobustito. La Lancia Artena Militare fu acquisita dal Regio Esercito come vettura da collegamento di alta gamma per i comandi di corpo d'armata e gli alti ufficiali della forza armata, sia in patria che nelle colonie. Dal telaio mod. 341 la Carrozzeria Viotti curò l'allestimento di tre versioni: la versione berlina a quattro porte e 6 luci era destinata al territorio metropolitano, così come la versione torpedo; queste due versioni infatti mantenevano le caratteristiche delle precedenti civili. Per l'uso campale tattico fu invece prodotta una trasformabile a quattro porte e 6 posti a sedere, dei quali due su strapuntino; caratterizzata dalla carrozzeria squadrata grigioverde o mimetica, era munita di due ruote di scorta poste lateralmente al cofano motore e di due corte pedane laterali. Alcuni degli esemplari caduti in mano della Repubblica Sociale Italiana dopo l'armistizio vennero riconvertiti a gasogeno.
Sul telaio mod. 441 invece il Regio Esercito commissionò la versione autoambulanza, realizzata dalla Carrozzeria Bertone: rispetto alla versione ambulanza civile realizzata dalla Viberti, questa versione militare disponeva di un vano sanitario più voluminoso, in grado di ospitare fino a quattro (invece che una o massimo due della civile) barelle di tipo militare, senza rotelle. L'ambulanza fu largamente impiegata sul fronte russo e su quello africano, nonché in patria soprattutto durante i bombardamenti alleati.

## Dati produttivi
| Per anno |           |
| Anno     | Esemplari |
| 1931     | 210       |
| 1932     | 2.070     |
| 1933     | 970       |
| 1934     | 961       |
| 1935     | 826       |
| 1936     | 23        |
| 1940     | 367       |
| 1941     | 49        |
| 1942     | 91        |
| Totale   | 5.567     |

| Per modello                  |           |
| Modello                      | Esemplari |
| 228, prima serie (1931/32)   | 1.500     |
| 228, seconda serie (1932/33) | 1.520     |
| 228A, terza serie (1933/36)  | 1.552     |
| 228C, terza serie (1933/36)  | 488       |
| 341, quarta serie (1940/42)  | 316       |
| 441, quarta serie (1940/42)  | 191       |
| Totale                       | 5.567     |